# 마이팜
마이팜은 러시아의 소셜 콴튬이 제작하고 아보카도 엔터테인먼트가 제휴하여 네이버 소셜 앱스에 서비스된 게임이다. 제목에서 알 수 있듯이, 이것은 농장에서 작물을 재배하고, 동물을 키우는 등의 일로 구성되어 있는 게임이다.